# Ningal (comics)
Pour les articles homonymes, voir Ningal (homonymie).
Ningal est un super-vilain divin créé par Marvel Comics. Il est apparu pour la première fois dans Chamber of Chills #3, en 1973.
Il est un des ennemis du Docteur Strange.

## Origine
Ningal est le dieu forgeron des dieux Mésopotamiens. Vénéré sur Chypre, il créa le palais des dieux et les armes qui servirent à tuer Tiamat et d'autres démons.
Un jour, un archéologue découvrit une statue du dieu et il l'exposa au British Museum. Il disparut peu de temps après, et sa fille Marcia perdit son ombre. La statue, considérée maudite, fut emmurée. Marcia demanda l'aide d'un ami journaliste, et ils brisèrent le mur. La statue s'anima et tua l'homme. Marcia révéla qu'elle servait Ningal.
Plus tard, le dieu fut poursuivi par un mystique jusqu'en France. Murdoch Adams avait vaincu le frère de Ningal, Ludi, et Ningal, pour se venger, avait tué sa fiancée, qui n'était autre que Marcia. Dans le combat magique, les deux adversaires furent mis en stase temporelle.
Ningal fut libéré par le Dweller-in-Darkness et envoyé combattre le Docteur Strange. Adams fut aussi libéré et il s'allia avec le Sorcier Suprême et Cléa. À la fin de l'affrontement, Marcia fut tuée, dépossédée de l'influence du dieu, et Ningal fut emprisonné dans un bloc d'ambre mystique, en Angleterre.

## Pouvoirs
- Ningal est un être mystique possédant une force extraordinaire. Il peut soulever près de 50 tonnes.
- Il est éternel et ne craint pas les maladies.
- C'est un forgeron très doué, capable de façonner les armes les plus équilibrées.
- Une paire d'ailes lui permet de voler à vitesse modérée.
- Ningal possède de nombreux pouvoirs magiques, comme l'animation de matière, la possession, la reconstruction matérielle, la téléportation...